# Faraon (hudební skupina)
Faraon byl název několika na sebe navazujících hudebních uskupení, působících mezi roky 1971[zdroj?]–1978 v Praze. Nejprve hrál Faraon pod vedením Karla Šípa, později jako kapelník působil Arnošt Piaczek. Z původně lokální barové kapely se postupně přetransformovala v obecně známou hudební skupinu středního proudu. Ačkoli v polovině sedmdesátých let disponovala hned několika populárními písněmi, největší hity kapely jsou spojeny s lety 1971–1973.

## Faraon v letech 1971–1973
Faraon byla původně po barech hrající hudební skupina. Takto fungovala v letech 1971–1973. Přes krátké působení původní formace se v ní sešlo hned několik umělců, pro které bylo působení ve Faraonu odrazovým můstkem pro další úspěšnou kariéru:
- Karel Šíp (kapelník) – baskytara
- Jaroslav Uhlíř – klavír
- Jan John – elektrická kytara a zpěv
- Zbyněk Šemnický - bicí
  - Johna v roce 1971 nahradil Jiří Schelinger – zpěv

Důležitým milníkem se pro skupinu stala česká verze hitu The Pushbike Song australské kapely The Mixtures. Český text na původní melodii složil kapelník Karel Šíp a dal mu název Šlapací kolo. Protože u barového publika píseň sklidila nečekaný úspěch, osmělil se Šíp nabídnout její vydání gramofonovému vydavatelství Supraphon a uspěl. V závěru roku 1971 tak vznikla ve studiu Mozarteum singlová nahrávka, kde na jedné straně desky byla skladba Šlapací kolo, na druhé straně skladba Padá kámen ze skály s hudbou Jaroslava Uhlíře a textem Zdeňka Svěráka. Krátce poté však původního zpěváka Jana Johna vystřídal Jiří Schelinger. Ten dostal od Šípa pozvání poté, co se ocitl bezprizorní po odcestování své původní skupiny The Happy Five do Finska.
V nové sestavě se Schelingerem dále účinkovali po barech s rozličným barovým repertoárem. Pro zcela odlišný charakter zpěvu je ovšem zajímavé, že hit Šlapací kolo, původně nazpívaný Janem Johnem, publikum v podání Schelingera již nepřijalo. Došlo tak na paradoxní situaci, kdy skupina už nebyla schopna reprodukovat původní podobu své skladby, která se mezitím stala mimořádně úspěšnou. Protože současně s tím skupinu Faraon širší veřejnost vlastně vůbec neznala, měli po určitou dobu posluchači dojem, že Šlapací kolo je novým hitem skupiny Olympic. Její zpěvák Petr Janda měl totiž podobnou barvu hlasu jako Jan John.
Během jara a léta roku 1972 skupina získala zahraniční angažmá v Bulharsku, kde každý den hrála rekreantům. Po návratu do Československa vznikla nahrávka skladby Holubí dům, která se stala velkým hitem. Už v roce 1973 však Schelinger přestoupil do skupiny Františka Ringo Čecha. Vzhledem k tomu, že skupina už za Schelingera nenašla adekvátní náhradu, přestala fakticky současně s tím na čas existovat.

## Faraon v průběhu sedmdesátých let
K oživení aktivní existence Faraonu došlo ve značně upraveném složení až po delší době. Karel Šíp se tehdy v podstatě už jen snažil udržet „značku“ Faraon. Sám se však aktivnímu hraní vzdaloval. Jednak si byl vědom svých hráčských nedostatečností, jednak byl v jistém smyslu demotivován odchodem Schelingera.
V novém složení tak již ve Faraonu zpíval Arnošt Piaczek, který se později stal známým jako interpret pod jménem Arnošt Pátek. Na kytaru hrál Gustav Suchánek, na baskytaru Karel Kusák, na klávesy Jirka Sýkora a na bicí Vítězslav Vávra. Krátce v renovované skupině působil i Jan John, původní interpret písně Šlapací kolo.
K dalším změnám došlo po roce 1975, značná část hráčů neprošla u úředních zkoušek. V letech 1976–1978 tak došlo k dalšímu pokusu o obnovení činnosti.  Ve Faraonu se tehdy na chvíli znovu objevil Jaroslav Uhlíř z původní sestavy. Kapelníkem skupiny byl Arnošt Piaczek.  Karel Šíp byl však s kapelou stále v určitém kontaktu. Byl přítomen i výběru nové zpěvačky, kterou se tehdy stala Marcela Holanová, Šípova pozdější první manželka.  Ta pak s Faraonem nahrála své první singly Náš děda, Mám svůj první byt, Zpěvák mojí mámy a Absolutní nezájem.
V roce 1993 se členové původní sestavy sešli při ojedinělém televizním natáčení, aby společně zahráli svůj první velký hit Šlapací kolo.

## Diskografie
- (1972) Šlapací kolo / Padá kámen ze skály (Supraphon, SP)
- (1973) Holubí dům / René, já a Rudolf (Supraphon, SP)
- (1973) Boty děravý / Dráty pletací (Supraphon, SP)
- (1976) Náš děda / Máme svůj první byt (Supraphon, SP)
- (1977) Zpěvák mojí mámy / Potkáš mě odpoledne (Supraphon, SP)
- (1978) Absolutní nezájem / Čáp (Supraphon, SP)